# Metallbrokvecklare
Metallbrokvecklare (Phiaris metallicana) är en fjärilsart som först beskrevs av Jacob Hübner 1799.  Metallbrokvecklare ingår i släktet Phiaris, och familjen vecklare. Arten är reproducerande i Sverige.